# 자살 공격
자살 공격(自殺攻擊, 영어: suicide attack)은 공격을 행하는 주체가 희생하면서 목표 대상에 위해를 가하는 행위이다. 대표적 예로 가미카제(神風), 9·11 테러 등이 있으며, 신체의 일부분 또는 운송수단에 폭약 등의 인화물 구비해 행위자가 특정 목표에 접근해 폭약을 터뜨림으로써 자기희생과 동시에 목표물을 파괴하거나 피해를 입히는 것이 목적이다. 이때, 행위자는 미사일의 유도장치로서 역할을 하게 된다.

## 갤러리

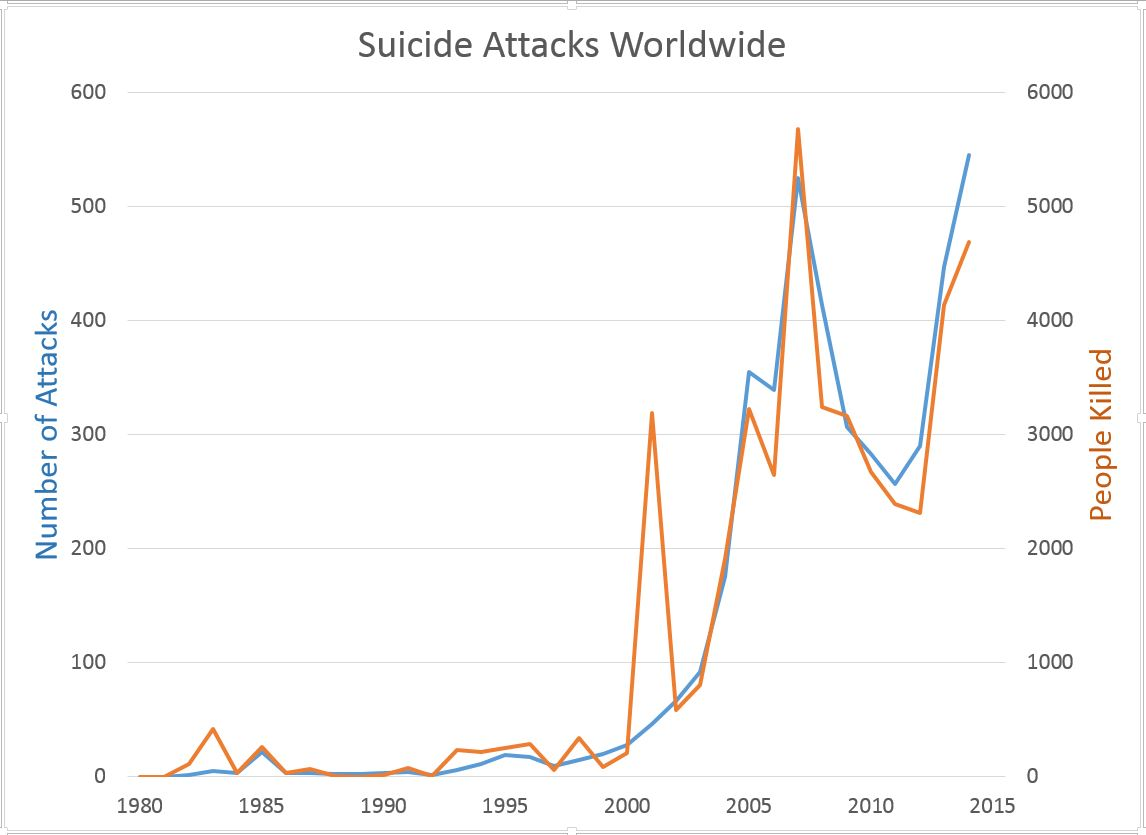
자살 공격 수는 2000년 이후 상당히 증가하였다.
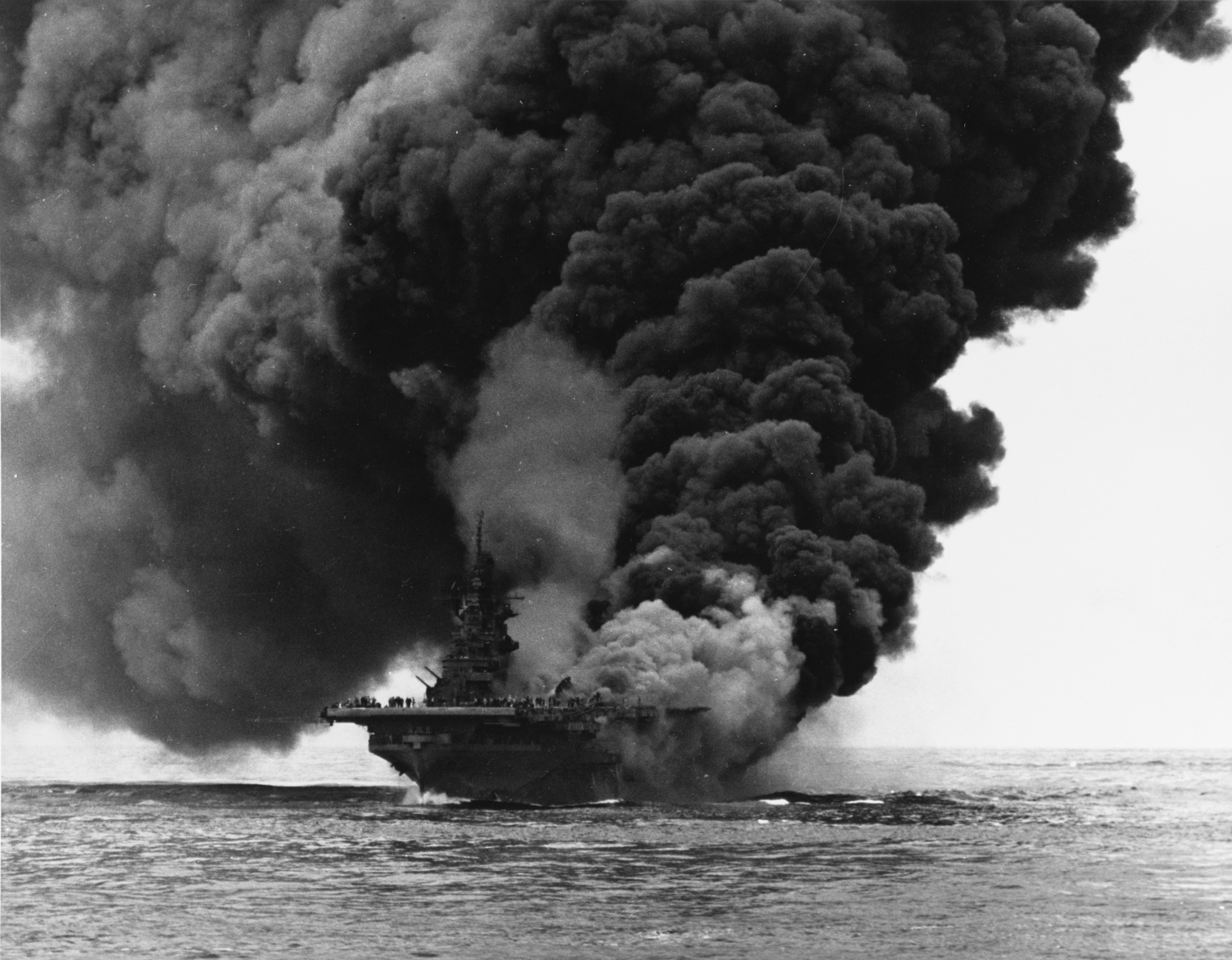
1945년 5월에 가미카제의 공격을 받은 벙커 힐 항공모함

## 같이 보기
- 자폭트럭 - ISIS 자살폭탄 테러
- 가미카제
- 가이텐
- 신요
- 후쿠류
- 바이카
- 토카
- 오카
- 가이류 - 일본제국 자살 특공대
- 반자이 돌격·일억옥쇄
- 할복
- 미쓰비시 A6M 영식 함상 전투기(제로센)
- 납치 (하이잭)
- Malale - 이탈리아 유도 어뢰 (중간에 조종사가 탈출할 수 있도록 설계가 되어있었고 계획은 중지된다.)